# Miloslav Volf
Miloslav Volf (15. února 1902 Mirovice – 3. května 1982 Praha) byl český historik a archivář.

## Život
Studoval na filosofické fakultě Univerzity Karlovy historii a zeměpis v letech 1921–1925, zároveň absolvoval třetí kurz Státní archivní školy. Během studií byl členem KSČ, redaktorem Rudého práva a Komunistické revue, v roce 1925, kdy proběhla „bolševizace“ se vrátil do československé strany demokratické. Pracoval v letech 1930–1959 v Archivu země České, respektive Státním ústředním archivu, poté až do roku 1964 ve Státním archivu Praha na pracovištích Buštěhradu, Brandýsi a Praze.

## Dílo
- Dějepisectví dělnického hnutí na evropském kontinentě, 1936
- Vývoj gruntovní knihy ve světle zákonů a hospodářských instrukcí. Zprávy českého zemského archivu 8, (1939), s. 43-108
- Český zemský výbor a samosprávné archivy, 1947
- Popis městských archivů v Čechách, 1947
- Naše dělnické hnutí v minulosti, 1947
- Archivní příručka, 1948 (editor spolu s Antonínem Haasem)
- Sociální a politické dějiny československé v hlavních obrysech, 1948
- VOLF, Miloslav a Odbor archivní správy. Vlastenecko-hospodářská společnost: 1767-1872 : inventář. Praha: Archivní správa ministerstva vnitra, 1956.
- Výsledky soupisu gruntovních knih v Středočeském kraji. Sborník archivních prací 16, č. 1, (1966), s. 50-127
- VOLF, Miloslav a Československé zemědělské muzeum (Praha, Česko). Významní členové a spolupracovníci Vlastenecko-hospodářské společnosti v království Českém: (k 200. jubileu založení VHS). Praha: Ústav vědeckotechnických informací, 1967